# Orthomorpha mikrotropis
Orthomorpha mikrotropis är en mångfotingart som beskrevs av Carl Graf Attems 1898. Orthomorpha mikrotropis ingår i släktet Orthomorpha och familjen orangeridubbelfotingar. Inga underarter finns listade i Catalogue of Life.